# 吉田政重
吉田政重，日本戰國時代與江戶時代前期的武將，出生於永祿11年（1568年），卒於寬永5年（1628年）。是長宗我部氏的家臣。父親是吉田俊政，是長宗我部家名臣吉田重俊的曾孫。

## 生涯

### 戰亂之世，為武勇而生
身高六尺二寸，臂力過人，初陣便在中富川之戰中立下優異戰功，但父親俊政也戰死在同場戰役之中，因此吉田政重在戰後便剃髮入道，法號透無。後來吉田政重為轉戰於長宗我部家的各處戰場。

在朝鮮之役中的唐島水戰中活躍，攻打晋州時生擒敵將朴好仁，並在陣中留下虎退治（打虎大將）的逸話，同時也獲得長宗我部元親賜予感狀跟一柄康光刀。1600年關原之戰，長宗我部家因跟東軍內應的吉川廣家部隊阻礙長宗我部軍的進攻路線，所以不戰而敗。之後長宗我部氏遭除封後下野。

### 太平之世，為醫術而生
1615年，大阪冬之陣爆發，陪同原主公長宗我部盛親為恢復主家而再披戰袍。之後大坂夏之陣豐臣氏敗北，主君盛親被捕遭處刑，政重只得回歸土佐國安芸郡，期間新領主山內一豐曾再三邀請吉田政重入仕，弟弟吉田正義答應仕官，而政重選擇拒絕，操持醫業直到身故。
他平生斬過敵首一百十五顆，頭以上的戰傷有二十一處，身體以下的戰傷則是多到無法清楚計算。